# La Balme-de-Thuy
La Balme-de-Thuy é uma comuna francesa na região administrativa de Auvérnia-Ródano-Alpes, no departamento da Alta Saboia. Estende-se por uma área de 17.79 km². Em 2010 a comuna tinha 467 habitantes (densidade: 26,3 hab./km²).